# Tirmide
Tirmide (in greco antico: Τυρμεῖδαι?, Tyrméidai) era un demo dell'Attica. Non se ne conosce con esattezza la posizione ma probabilmente si trovava a sud-est di Coridallo.
Il demo, uno dei più piccoli dell'Attica, non inviò suoi rappresentanti alla Boulé nel 360/359 a.C. e nel 335/334 a.C.; inoltre probabilmente aveva un buleuta in comune con Epicefisia o Ippotomade.